# Non ti muovere (film)
Non ti muovere è un film del 2004 diretto da Sergio Castellitto. La pellicola è tratta dal romanzo omonimo di Margaret Mazzantini (moglie di Castellitto), ed è interpretata dallo stesso Castellitto, Penélope Cruz e Claudia Gerini. Il film uscì nelle sale italiane il 12 marzo 2004. Venne presentato nella sezione Un Certain Regard al Festival di Cannes 2004.

## Trama
La figlia quindicenne di Timoteo, vittima di un incidente in motorino, viene trasportata nell'ospedale dove il padre lavora come chirurgo. La ragazza è sotto i ferri in pericolo di vita e Timoteo, emotivamente troppo coinvolto per operarla, durante l'attesa del risultato dell'operazione, si affaccia a una finestra da dove scorge una donna che siede sotto la pioggia al centro di un incrocio di vialetti che portano alla struttura ospedaliera. Nella donna, seduta di spalle e che calza delle scarpe rosse, Timoteo riconosce Italia, una giovane che aveva incontrato più di quindici anni prima.
Timoteo ripercorre mentalmente l'incontro e immagina di raccontare alla figlia la storia con questa donna: in un caldissimo pomeriggio d'estate, con l'auto in panne, era rimasto bloccato in una borgata della periferia romana. Si era recato allora in un bar dove attendere un meccanico che però tardava ad arrivare. Timoteo avrebbe voluto telefonare per avvertire la moglie del ritardo ma il telefono pubblico di una cabina era rotto. Una giovane extracomunitaria, Italia, che l'aveva visto in difficoltà, l'aveva invitato a casa sua per telefonare. Nessuno aveva risposto alla chiamata di Timoteo che, stravolto dal caldo, era ritornato al bar dove assetato aveva bevuto l'unica bevanda fresca disponibile: alcuni bicchieri di vodka.
Ritornato a casa di Italia per chiederle di poter usare ancora il telefono, Timoteo, ormai ubriaco, aveva brutalmente violentato la donna e poi se ne era andato sconvolto dalla vigliaccheria e dalla violenza del suo atto.
Dopo qualche giorno si era recato di nuovo da Italia per chiederle scusa, ma invece le aveva nuovamente usato violenza. Era cominciata così una relazione con Italia, una donna di borgata di origini albanesi, che da sempre aveva conosciuto povertà e violenze da parte degli uomini.
Timoteo, nonostante il modo con cui il loro rapporto puramente sessuale aveva avuto inizio, aveva sentito crescere in sé un sentimento sincero e sempre più forte, contraccambiato da Italia: si era reso conto che con lei, per il suo amore spontaneo e devoto, poteva essere se stesso e non sentirsi inadeguato, come gli accadeva invece quando stava con Elsa, la bella moglie innamorata e del tutto integrata nel loro ambiente borghese.
Durante un malore di Italia e una visita in ospedale, dove Timoteo lavora, entrambi scoprono che Italia è rimasta incinta. Timoteo inizialmente le aveva chiesto di abortire ma poi, spinto dall'amore, aveva deciso di accettare la nascita del bambino e di lasciare Elsa per passare la sua vita con Italia. Quando stava per comunicare questa scelta alla moglie, anche lei gli aveva confidato di aspettare un figlio e questo aveva convinto Timoteo a tacere sulla sua relazione.
Dopo questi ricordi, dalla sala operatoria esce una sua amica infermiera che lo avverte che la figlia sta morendo per un blocco cardiaco e allora Timoteo disperatamente le pratica un massaggio che fa tornare il cuore a battere: la figlia è fuori pericolo.
Timoteo ritorna a pensare a quanto accadde poi con Italia che, convinta di essere stata abbandonata, aveva alla fine deciso di abortire con l'aiuto di alcune zingare che vivevano nella borgata e aveva confessato a Timoteo di essere stata oggetto di molestie sessuali da parte di suo padre quando era ancora adolescente. Cacciata dalla decrepita casa che doveva essere abbattuta per far posto al nuovo quartiere in costruzione, Italia decide di far ritorno al suo paese natale in Molise. Timoteo, che nel frattempo ha avuto una figlia dalla moglie Elsa che non ha avuto il coraggio di lasciare, capisce di essere ancora innamorato di Italia e decide di partire con lei.
Durante il viaggio Italia ha un'emorragia interna causata dall'aborto mal eseguito. Arrivati in un ospedale in costruzione, Timoteo aveva inutilmente tentato di salvarle la vita. La donna era morta durante la notte e un'agenzia di pompe funebri era stata incaricata da Timoteo di seppellirla nel suo paese.
Timoteo, affacciatosi di nuovo, vede che la sedia su cui sedeva Italia ora è vuota. Decide, come per ringraziare quella donna di essere tornata a trovarlo, di portare nel punto in cui sedeva una scarpa rossa, che la ragazza aveva perso durante il tragitto verso l'ospedale il giorno della sua morte, e che l'impresa funebre si era rifiutata di mettere nella bara ormai chiusa.

## Produzione
La sceneggiatura del film è tratta dal romanzo omonimo scritto da Margaret Mazzantini, autrice e moglie di Castellitto.

### Cast
- Penélope Cruz è Italia; una donna di umili origini che vive ai margini. Tratta Timoteo con semplicità e ricambia il suo amore. Nella sua vita è stata sempre trattata come un oggetto ed è stata addirittura violentata dal suo stesso padre.
- Sergio Castellitto è Timoteo; chirurgo frustrato e infelice. Sente che la sua vita con Elsa non è felice e dopo aver violentato Italia, se ne innamora perdutamente ritrovando in lei la gioia e la voglia di vivere.
- Claudia Gerini è Elsa; donna in carriera e moglie di Timoteo. Molto volubile, non sospetta della relazione extraconiugale di suo marito. Ama essere al centro dell'attenzione e ostentare il loro stile di vita borghese.
- Angela Finocchiaro è Ada; medico di rianimazione, collega e amica di Timoteo. È lei che avverte l'amico dell'arrivo in ospedale della figlia ed è lei che lo tiene informato sull'operazione in corso. È sposata con Alfredo.
- Marco Giallini è Manlio; ginecologo, collega e amico di Timoteo. È l'unico al quale Timoteo confida di essersi innamorato. Ha un debole per Elsa.
- Pietro De Silva è Alfredo; chirurgo, collega e amico di Timoteo. Sarà lui ad effettuare l'operazione su Angela. Durante il film verrà lasciato dalla moglie.
- Elena Perino è Angela; la figlia di Timoteo ed Elsa. Molto legata al padre, durante la sua adolescenza ha uno scatto d'ira verso il padre che la costringe a seguire dei corsi di judo. Angela gli fa capire crudelmente che lei non è un maschio ma una femmina e Timoteo si rende conto che questo trattamento glielo aveva riservato quasi per compensare la perdita del figlio che Italia aspettava da lui.

Nella scena finale appare in un cameo l'autrice del libro, Margaret Mazzantini, che incrocia Timoteo mentre questi si sta recando a rendere omaggio a Italia.

## Colonna sonora
Nella colonna sonora sono presenti brani di Leonard Cohen, Nino Buonocore, Toto Cutugno, Europe e Vasco Rossi, quest'ultimo con la canzone Un senso. Le musiche sono state affidate a Lucio Godoy, compositore di origine argentina, autore tra l'altro delle colonne sonore per film I lunedì al sole (2003) e Melissa P. (2005).

## Accoglienza
Nel film l'attrice Penélope Cruz recita in lingua italiana, e la sua interpretazione è stata elogiata dalla stampa di tutto il mondo. Il San Francisco Chronicle l'ha definita «la nuova Anna Magnani del XXI secolo, in grado di comunicare la sua essenza in italiano meglio di quanto non riesca a fare in inglese».

## Riconoscimenti
- 2004 - David di Donatello
  - Miglior attore protagonista a Sergio Castellitto
  - Migliore attrice protagonista a Penélope Cruz
  - Nomination Miglior film a Riccardo Tozzi, Giovanni Stabilini, Marco Chimenz e Sergio Castellitto
  - Nomination Miglior regia a Sergio Castellitto
  - Nomination Migliore attrice non protagonista a Claudia Gerini
  - Nomination Migliore sceneggiatura a Margaret Mazzantini e Sergio Castellitto
  - Nomination Migliori costumi a Isabella Rizza
  - Nomination Miglior montaggio a Patrizio Marone
  - Nomination Miglior scenografia a Francesco Frigeri
  - Nomination Miglior fonico di presa diretta a Mario Iaquone
  - Nomination Miglior produttore a Riccardo Tozzi, Giovanni Stabilini e Marco Chimenz
- 2005 - Nastro d'argento
  - Migliore sceneggiatura a Margaret Mazzantini e Sergio Castellitto
  - Migliore montaggio a Patrizio Marone
  - Migliore scenografia a Francesco Frigeri
  - Migliore canzone originale (Un senso) a Vasco Rossi e Saverio Grandi
  - Nomination Regista del miglior film a Sergio Castellitto
  - Nomination Migliore produttore a Riccardo Tozzi, Giovanni Stabilini e Marco Chimenz
- 2004 - European Film Awards
  - Migliore attrice (Premio del Pubblico) a Penélope Cruz
  - Nomination Miglior attrice protagonista a Penélope Cruz
  - Nomination Miglior attore (Premio del Pubblico) a Sergio Castellitto
- 2005 - Premio Goya
  - Nomination Migliore attrice protagonista a Penélope Cruz
  - Nomination Migliore sceneggiatura non originale a Margaret Mazzantini e Sergio Castellitto

- 2004 - Satellite Award
  - Nomination Miglior film straniero
- 2004 - Globo d'oro
  - Miglior film
  - Nomination Miglior attore protagonista a Sergio Castellitto
  - Nomination Miglior sceneggiatura a Margaret Mazzantini e Sergio Castellitto
- 2004 - Ciak d'oro
  - Miglior film[4]
  - Migliore scenografia a Francesco Frigeri[4]
  - Migliore colonna sonora a Lucio Godoy[4]
- 2004 - Premio Flaiano
  - Miglior film (Premio del Pubblico) a Sergio Castellitto
- 2005 - Bangkok International Film Festival
  - Nomination Miglior film a Sergio Castellitto
- 2004 - Capri Hollywood
  - Miglior attrice protagonista a Claudia Gerini
- 2005 - Cinema Writers Circle Awards
  - Nomination Miglior sceneggiatura non originale a Margaret Mazzantini e Sergio Castellitto
- 2004 - Federazione Italiana Cinema d'Essai
  - Miglior film straniero a Sergio Castellitto
- 2005 - Golden Graals
  - Nomination Miglior attrice in un film drammatico a Claudia Gerini
- 2004 - Italian Online Movie Awards
  - Miglior film italiano
  - Nomination Miglior sceneggiatura non originale a Margaret Mazzantini e Sergio Castellitto
  - Nomination Miglior canzone originale (Un senso)
- 2005 - Women Film Critics Circle Awards
  - Hall of Shame a Sergio Castellitto